# Niemysłów
Niemysłów [pronunciación en polaco: /ɲɛˈmɨswuf/] es un pueblo ubicado en el distrito administrativo de Gmina Poddębice, dentro del condado de Poddębice, voivodato de Łódź, en el centro de Polonia.  Se encuentra aproximadamente a 11 kilómetros al oeste de Poddębice y a 46 kilómetros al oeste de la capital regional, Łódź.